# Mediha Sultan
Mediha Sultan (30. července 1856 – 7. listopadu 1928) byla osmanská princezna, dcera sultána Abdulmecida I. Byla také sestrou sultána Mehmeda VI. a nevlastní sestra sultánů Murada V., Abdulhamida II. a Mehmeda V.

## Život
Narodila se v červenci 1856 v paláci Dolmabahçe. Její matkou byla Gülüstü Hanımefendi, dcera prince Tahira Beye Chachby a Afise Lakerby. Po smrti její matky ji vychovávala jiná sultánova manželka, Verdicenan Kadınefendi. 
Snažila se žít v evropském stylu. Oblékala si dlouhé šaty se spoustou doplňků, které byly součástí evropské módy. Měla světlou bílou kůži a černé oči, které měl i její otec. Byla přátelská, atraktivní a stejně jako její sestra Seniha Sultan měla hlasitý projev se smyslem pro humor.
Když dospěla, zamilovala se do Necipa Paši, syna šejka Necipzadeho Sami Beye, kterého náhodně potkala. Abdulhamid, který nevycházel s rodinou Necipa dobře, ho poslal do Paříže. Tehdy její matka Verdicena prosila další sultánovu ženu Rahime Perestu Sultan, aby ho zavolala zpět. Po jeho návratu se z něho stal paša a v lednu 1879 v paláci Yıldız se konala svatba. Měla s ním syna, prince Samiho Beye, který se později stal služebníkem Abdulhamida a složil v legii Ertuğrul. Jako člen dynastie se každý pátek účastnil modlitby v královské mešitě, společně s Abdulhamidem. Po tom, co Necip Paša zemřel, provdal Abdulhamid Medihu za Ferida Pašu. Svatba se konala v dubnu 1886, ale z tohoto manželství nevzešli žádní potomci. V roce 1899 navštívila německou císařovnu Augustu Viktorii. 

## Smrt
Po tom, co v roce 1924 osmanská dynastie odešla do exilu, se vydala do Francie, kde v listopad 1928 v Nice zemřela.